# 난간향

난간 향의 위치

난간향(중국어: 南竿鄉, 병음: Nángān Xiāng, 한자음: 남간향)은 중화민국 롄장현의 향이다. 넓이는 10.64km2이고, 인구는 2015년 8월 기준으로 7,452명이다.
제서우촌(介壽村)에 있는 정부 청사 정면 남쪽은 마쭈의 중심가로, 상점·시장·버스 터미널·택시 승강장이, 서쪽의 언덕에는 마쭈 우체국이나 대만은행 마쭈 지점이 있다. 북쪽의 언덕 정상에 중화전신 마쭈 서비스 센터가, 동쪽 안쪽에는 난간 공항이 있다(공항 터미널 빌딩은 푸싱촌에 있다).

## 교통
- 난간 공항